# 병부 (신라)
병부(兵部)는, 신라의 중앙 행정기구로 국방부와 같은 역할을 하였던 부서이다. 법흥왕(法興王) 3년(516년)에 처음 설치되었다. 